# 王向阳
王向阳（1964年6月—），男，中华人民共和国外交官，曾任中国海地贸易发展办事处代表和中华人民共和国驻圣但尼总领事。

## 生平
1985年，进入中华人民共和国外交部工作，先后在驻扎伊尔大使馆、外交部西欧司、驻摩洛哥大使馆、外交部离退休干部局、驻科特迪瓦大使馆、外交部领事司任职。2010年，任驻加拿大大使馆参赞。2012年，任驻马达加斯加大使馆参赞。2014年，任外交部领事司参赞。2017年9月，出任中国海地贸易发展办事处代表。2020年10月，自办事处代表离任。2021年3月，出任中华人民共和国驻圣但尼总领事。2024年8月，自驻圣但尼总领事离任。

## 家庭
已婚，有一子。